# Stuart Hamm

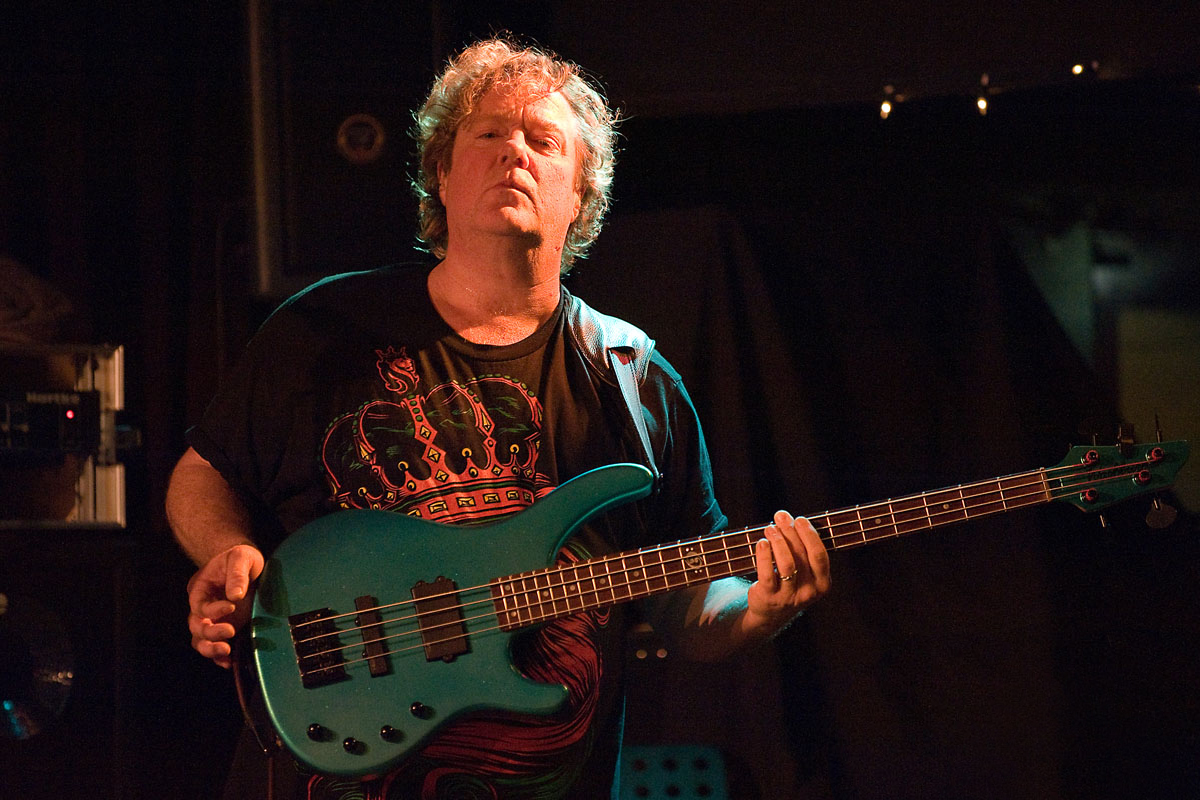
Stuart Hamm (2013)

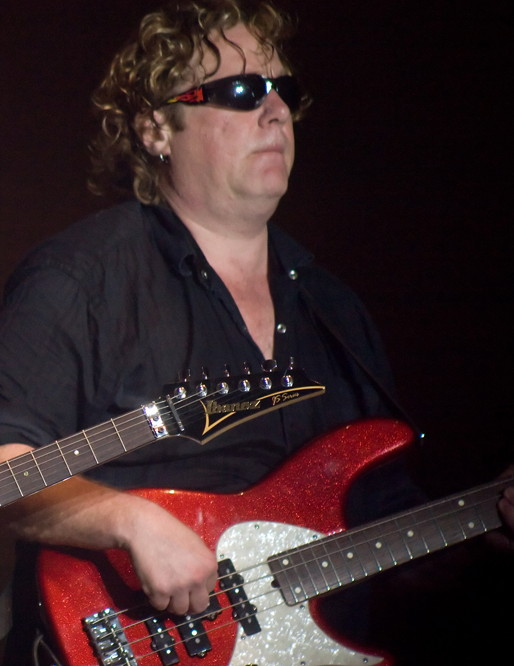
Stuart Hamm (2008)

Stuart "Stu" Hamm (* 8. Februar 1960 in New Orleans, Louisiana) ist ein US-amerikanischer Bassist.

## Biografie
Hamm studierte am Berklee College of Music in Boston, wo er den Gitarristen Steve Vai und über diesen Joe Satriani kennenlernte. 1984 spielte Hamm auf dem ersten Solo-Album "Flex-Able" von Vai, später mit Frank Gambale, Richie Kotzen und anderen bekannten Gitarristen. Bekannt wurde er auch als Live-Bassist von Satriani, mit dem er auch 2008 tourte.
Hamm lebt mit seiner Frau und Tochter in San Francisco.

## Diskografie (Auszug)

### Soloalben
- Radio Free Albemuth (1988)
- Kings of Sleep (1989)
- The Urge (1991)
- Outbound (2000)
- Live Stu X 2 (2007)
- Just Outside of Normal (2010)
- The Book Of Lies (2015)
- The Diary of Patrick Xavier (2018)[1]

### Mit Frank Gambale
- The Great Explorers (1990)

### Mit Frank Gambale und Steve Smith
- Show Me What You Can Do (1998)
- The Light Beyond (2000)
- GHS3 (2003)

### Mit Joe Satriani
- Dreaming No. 11 (1988) – Titel 2–4
- Flying in a Blue Dream (1989) – Track 5 (Slap Bass Solo)
- Time Machine (1993)
- Crystal Planet (1998)
- Live in San Francisco (2001)
- Live In Paris: I Just Wanna Rock – Doppel-CD und DVD (2010)

### Mit Joe Satriani, Eric Johnson und Steve Vai
- G3: Live in Concert (1997) – Titel 1–3

### Mit Steve Vai
- Flex-Able (1984)
- Passion and Warfare (1990)
- Fire Garden (1996) – Track 3

### Mit anderen Musikern
- Richie Kotzen, Richie Kotzen (1989)
- Michael Schenker Group, Arachnophobiac (2003)
- Thomas Tomsen, Sunflickers (2010)
- Matthias Arp, Endorphin Overdose (2010) – Titel 1+10

## Lehrvideos
- Slap, Pop & Tap For The Bass (1987)
- Deeper Inside the Bass (1988)